# Hans Kesting
Hans Kesting (Rotterdam, 6 oktober 1960) is een Nederlands acteur en presentator.

## Levensloop
Kesting is verbonden aan Toneelgroep Amsterdam. Hier speelde hij een breed scala van rollen, zoals de titelrol in Aischylos' Griekse tragedie "Prometheus", de titelrol in Shakespeares "Othello" en "Norman" in Ayckbourns komedie "the Norman Conquests" (Nederlandse titel: "Kruistochten").
Kesting heeft gespeeld in diverse films, zoals Karakter, Kees de jongen, Moordwijven, Minoes, Alles is Liefde, Nachtrit en Oom Henk. Vanaf begin jaren 90 is Kesting te zien in het educatieve jeugdprogramma Het Klokhuis, waarin hij diverse types speelt.
In 2000 presenteerde Kesting samen met Paul de Leeuw het programma Ouwe Jongens, nadat een duo-presentatie in De Leeuws programma Laat de Leeuw een succes bleek.
In oktober 2007 ging Sophokles' "Ajax" in première, met Kesting in de hoofdrol. Voor zijn rol als ultrarechtse advocaat Roy Cohn in het stuk Angels in America (script Tony Kushner, regie Ivo van Hove), ontving hij in 2008 de Louis d'Or. Voor deze prijs was hij twee keer genomineerd. De tweede nominatie was voor zijn rol als Marcus Antonius in de marathonvoorstelling Romeinse Tragedies, waarbij hij in zowel Shakespeares Julius Caesar als Shakespeares Antonius en Cleopatra de rol van Marcus Antonius speelde. In 2015 speelt hij in Kings of Wars.
Kesting heeft ook programma's als "Circus Pavlov" en "De Hans Kesting Show" gepresenteerd en was jarenlang het gezicht van het NCRV-programma Taxi. Hij speelde verder in televisieseries, zoals Baantjer, Van God Los, Intensive care, Keyzer & De Boer Advocaten, Lijn 32, Bagels & Bubbels en Noord Zuid. Verder spreekt hij diverse televisiereclames in.
In de jaren 2012 en 2013 trad Kesting op als Sinterklaas in het televisieprogramma van Paul de Leeuw genaamd Langs Sint en De Leeuw. Hierna ging het programma van een studio naar een theater onder de naam Sint & De Leeuw, hier trad Kesting van 2014 tot en met 2017 op als Sinterklaas. In 2018 werd het programma overgenomen door RTL en ging verder onder de naam Sint & Paul pakken uit!, hierin was Kesting wederom te zien als Sinterklaas.
Op zaterdag 20 juni 2015 na het spelen in het marathontoneelstuk 'Kings of War' in de rol van Richard III ontving hij de Albert van Dalsumring uit handen van Gijs Scholten van Aschat in de Stadsschouwburg Amsterdam. In 2016 speelde Kesting de rol van Andreas Maier in Moordvrouw en Philippe in Centraal Medisch Centrum. Tevens werd in 2016 aan hem voor de tweede keer de Louis d'Or, prijs voor de meest indrukwekkende mannelijke, dragende acteursrol in het Nederlands theaterseizoen, toegekend.
Van november 2021 tot en met juni 2022 was Kesting te zien als sidekick en te horen als voice-over in het BNNVARA-programma Busje komt zo van Paul de Leeuw. Sinds december 2023 is Kesting als presentator te zien van het SBS6-programma Moordfeest.

## Filmografie (geselecteerd)

### Film
- 1989 - De kassière, als piccolo
- 1990 - Vincent & Theo, als Andries Bonger
- 1994 - Oude Tongen, als agent Berg
- 1996 - Advocaat van de Hanen, als Hanekroot
- 1997 - Karakter, als Jan Maan
- 2001 - Minoes, als Harry de Haringman
- 2003 - Kees de jongen, als Meester
- 2006 - Nachtrit, als Joris
- 2007 - Moordwijven, als Evert-Jan Kroonenberg
- 2007 - Alles is Liefde, als Presentator 2
- 2009 - Spion van Oranje, als Ulli
- 2010 - Sterke verhalen, als barman
- 2011 - Code Blue, als arts
- 2014 - Wiplala, als Atlas
- 2016 - Fissa, als meneer Dorsman
- 2017 - Sprakeloos, als Roel
- 2021 - Nr. 10, als Karl

### Televisie
- 1989-heden - Het Klokhuis, verschillende rollen
- 1998 - Een echte hond, als verteller
- 1998 - Baantjer als Friso van Maerseelte Bergeneyck
- 2002-2006 - IC, als Dr. Albert Kooimans
- 2004 - Baantjer (televisieserie) als Frits Raven
- 2005-2008 - Keyzer & De Boer Advocaten, als Officier van Justitie Frits Oostwegel
- 2006 - Eigenheimers, als Dumouge
- 2006 - Spangen (televisieserie) als Konrad Looyers
- 2009 - 't Vrije Schaep, als Sjon
- 2010-2011, 't Spaanse Schaep, als Sjon
- 2010 - S1NGLE, als Michel
- 2011 - Van God Los, als Alan
- 2012 - Lijn 32, als Philip van Henegouwen
- 2012 - Oom Henk, als Henk de Koning (De Vlek)
- 2012-2013 - Welkom in de Gouden Eeuw, als Jan Pieterszoon Coen / vertegenwoordiger polderfonds / Willem Barentsz
- 2012-2013 - Langs Sint en De Leeuw, als Sinterklaas
- 2014-2017, 2021-heden - Sint & De Leeuw, als Sinterklaas
- 2014 - Welkom bij de Romeinen, als Augustus / Spartacus
- 2015 - Noord Zuid, als Plesman
- 2015 - Bagels & Bubbels, als Manager Lex
- 2016 - Moordvrouw, als Andreas Maier
- 2016-2017 - Centraal Medisch Centrum, als Philippe Meertens
- 2016 - Welkom in de jaren 60, als Neil Armstrong / Willem Duys
- 2018-heden - Sint & Paul pakken uit!, als Sinterklaas
- 2019 - DNA, als Maurice Jonker
- 2020 - Ares, als Maurits Zwanenburg
- 2020 - Hoogvliegers, als Pepijn Goudakker
- 2021 - Flikken Rotterdam, als Prof. Albert van Ardenne
- 2022 - Sleepers, als Henk van Praag

## Toneel
- 1987 Boom uit de tropen - Toneelgroep Amsterdam
- 1987 Ismene of het geblindeerde tuimelraam - Toneelgroep Amsterdam
- 1987 Edward ll - Toneelgroep Amsterdam
- 1988 In de eenzaamheid van de katoenvelden - Toneelgroep Amsterdam
- 1988 Terug in de woestijn - Toneelgroep Amsterdam
- 1990 Ballet - Toneelgroep Amsterdam
- 1992 Thyestes - Het Zuidelijk Toneel
- 1992 De opvolger- Toneelgroep Amsterdam
- 1993 Count your blessings - Toneelgroep Amsterdam
- 1993 Othello - Toneelgroep Amsterdam
- 1993 Glenn - Toneelgroep Amsterdam
- 1994 Richard lll - Toneelgroep Amsterdam
- 1994 Maanlicht - Toneelgroep Amsterdam
- 1994 In de directiekamer - Toneelgroep Amsterdam
- 1995 Ecstacy - Toneelgroep Amsterdam
- 1995 Ivanov -  Toneelgroep Amsterdam
- 1995 Rouwkost - Toneelgroep Amsterdam
- 1996 Prometheus - Toneelgroep Amsterdam
- 1996 Srebrenica! - Toneelgroep Amsterdam
- 1996 Voorjaarsontwaken - Toneelgroep Amsterdam
- 1996 Licht - Toneelgroep Amsterdam
- 1997 Kroonjaar - Toneelgroep Amsterdam
- 1997 Een soort hades - Toneelgroep Amsterdam
- 1997 Haar leven, haar doden - Toneelgroep Amsterdam
- 1998 Herakles - Toneelgroep Amsterdam
- 1998 Vertraagd afscheid - Toneelgroep Amsterdam
- 1998 Bakchanten - Toneelgroep Amsterdam
- 1999 Dark Lady - Toneelgroep Amsterdam
- 1999 Oom Wanja - Toneelgroep Amsterdam
- 1999 Een ideale vrouw - Toneelgroep Amsterdam
- 1999 De Cid - Toneelgroep Amsterdam
- 2002 De nacht van de bonobo's - Toneelgroep Amsterdam
- 2003-'14 & 2017-'18 Othello - Toneelgroep Amsterdam
- 2003 Drie Zusters - Toneelgroep Amsterdam
- 2003-'14 Rouw siert electra - Toneelgroep Amsterdam
- 2004 Romeo en Julia - Toneelgroep Amsterdam
- 2004-'06 Kruistochten - Toneelgroep Amsterdam
- 2005-'13 Het temmen van de feeks - Toneelgroep Amsterdam
- 2005-'08 Perfect Wedding - Toneelgroep Amsterdam
- 2006-'08 Oresteia - Toneelgroep Amsterdam
- 2007-17 Romeinse Tragedies - Toneelgroep Amsterdam
- 2007 Ajax - Toneelgroep Amsterdam
- 2008-'13 Angels in America - Toneelgroep Amsterdam
- 2008 Rocco en zijn broers - Toneelgroep Amsterdam
- 2009-'11 Antonioni Project - Toneelgroep Amsterdam
- 2010 Zomertrilogie - Toneelgroep Amsterdam
- 2010-'16 Opening Night - Toneelgroep Amsterdam
- 2010 Phaedra - Toneelgroep Amsterdam
- 2011-'12 Spoken - Toneelgroep Amsterdam
- 2011-'14 De Russen! - Toneelgroep Amsterdam
- 2011-'14 De Vrek - Toneelgroep Amsterdam
- 2012-'13 Husbands - Toneelgroep Amsterdam
- 2012-'13 Macbeth - Toneelgroep Amsterdam
- 2013-'14 De Meeuw - Toneelgroep Amsterdam
- 2014 Dantons Dood - Toneelgroep Amsterdam
- 2014-'19 The Fountainhead - Toneelgroep Amsterdam
- 2014 Maria Stuart - Toneelgroep Amsterdam
- 2015-'18 Kings of war - Toneelgroep Amsterdam
- 2016-'17 De Welwillenden - Toneelgroep Amsterdam
- 2016-'17 De dingen die voorbijgaan - Toneelgroep Amsterdam
- 2017-'19 Oedipus - Toneelgroep Amsterdam
- 2017-'19 Ibsen Huis - Toneelgroep Amsterdam
- 2017-'18 Kleine zielen - Toneelgroep Amsterdam
- 2019 Vallende man - Toneelgroep Amsterdam
- 2020 Wie heeft mijn vader vermoord - Toneelgroep Amsterdam
- 2023 Mijn lieve gunsteling - Internationaal Theater Amsterdam